# Hedvig Lindby
Hedvig Lindby (20 de septiembre de 1876 - 3 de noviembre de 1958) fue una actriz de nacionalidad sueca

## Biografía
Su nombre completo era Hedvig Maria Lindby, y nació en Estocolmo, Suecia. Era hermana de la también actriz Signe Lundberg-Settergren. 
Debutó sobre los escenarios en el año 1897, y actuó por primera vez en 1940 en una producción cinematográfica, la cinta de Alf Sjöberg Den blomstertid .... Rodó un total de 16 películas. 
Hedvig Lindby falleció en el año 1958 en la residencia de actores retirados Höstsol, sita en el Municipio de Täby, Suecia.

## Filmografía
- 1940 : Den blomstertid
- 1941 : Lasse-Maja
- 1951 : Hon dansade en sommar
- 1952 : Hård klang
- 1952 : Flottare med färg
- 1953 : Vägen till Klockrike
- 1954 : Salka Valka
- 1954 : Storm över Tjurö
- 1954 : Skattefria Andersson
- 1956 : Åsa-Nisse flyger i luften
- 1956 : Rasmus, Pontus och Toker
- 1956 : Kulla-Gulla
- 1956 : 7 vackra flickor
- 1956 : Johan på Snippen
- 1957 : Gårdarna runt sjön
- 1958 : Körkarlen

## Teatro
- 1907 : Friaren från Värmland, de Johan Jolin, Compañía de Alfred Lundberg[2]